# Strovilia
Strovilia (grec: Στροβιλιών, Strovilión; turc: Akyar) és una petita vila de Xipre situada a la frontera de l'autoproclamada República Turca de Xipre del Nord (TRNC) amb la Base de sobirania britànica (SBA) de Dhekelia. És el lloc d'una cruïlla de la Línia verda.
Els límits de la zona d'amortiment de les Nacions Unides a Xipre es defineixen com línia d'alto el foc del 16 d'agost de 1974. Les forces turques, considerant que Strovilia estava dins de l'àrea assignada a la SBA, no la van ocupar en el moment en què va entrar en vigor l'alto el foc.
Durant els següents vint-i-sis anys, fins a la seva absorció a la TRNC el 30 de juny de 2000, Strovilia va romandre com l'únic lloc de l'illa on el sud grecoxipriota compartia una frontera directa amb el nord turcoxipriota. Es considerava un petit fragment, més que un enclavament, ja que limitava amb dues entitats, el TRNC i el SBA.
El 14 de desembre de 2011, el Consell de Seguretat de les Nacions Unides (UNSC) va aprovar la resolució de renovació de la Força de les Nacions Unides pel Manteniment de la Pau a Xipre (UNFICYP) i va demanar la restauració a Strovilia del statu quo militar que existia abans al 30 de juny de 2000.
Strovilia no es va esmentar en les següents resolucions del CSNU per a la renovació de la UNFICYP fins a la resolució del 30 de juliol de 2014, en la que va reiterar la crida a la restauració.